# Nageia nagi
Nageia nagi är en barrträdart som först beskrevs av Carl Peter Thunberg, och fick sitt nu gällande namn av Carl Ernst Otto Kuntze. Nageia nagi ingår i släktet Nageia och familjen Podocarpaceae. Inga underarter finns listade i Catalogue of Life.
I Japan där trädet förekommer används det mycket som bränsle. Förutom Japan förekommer arten i Kina i provinserna Fujian, Guangdong, Guangxi, Zhejiang, Sichuan, Hainan, Hunan och Jiangxi samt på Taiwan. Den växer i kulliga regioner och i bergstrakter mellan 200 och 1200 meter över havet. Nageia nagi ingår i städsegröna och lövfällande skogar tillsammans med Taxus chinensis, Cephalotaxus fortunei, Keteleeria fortunei, Fokienia hodginsii, Pseudotsuga sinensis, Pseudotsuga japonica och Tsuga sieboldii. Den hittas även bredvid arter av släktena Castanopsis och Quercus. I torra området hittas arten vid vattendrag.
Arten är sällsynt i naturen. Den hittas oftare i trädodlingar. IUCN listar arten som nära hotad (NT).

## Bildgalleri

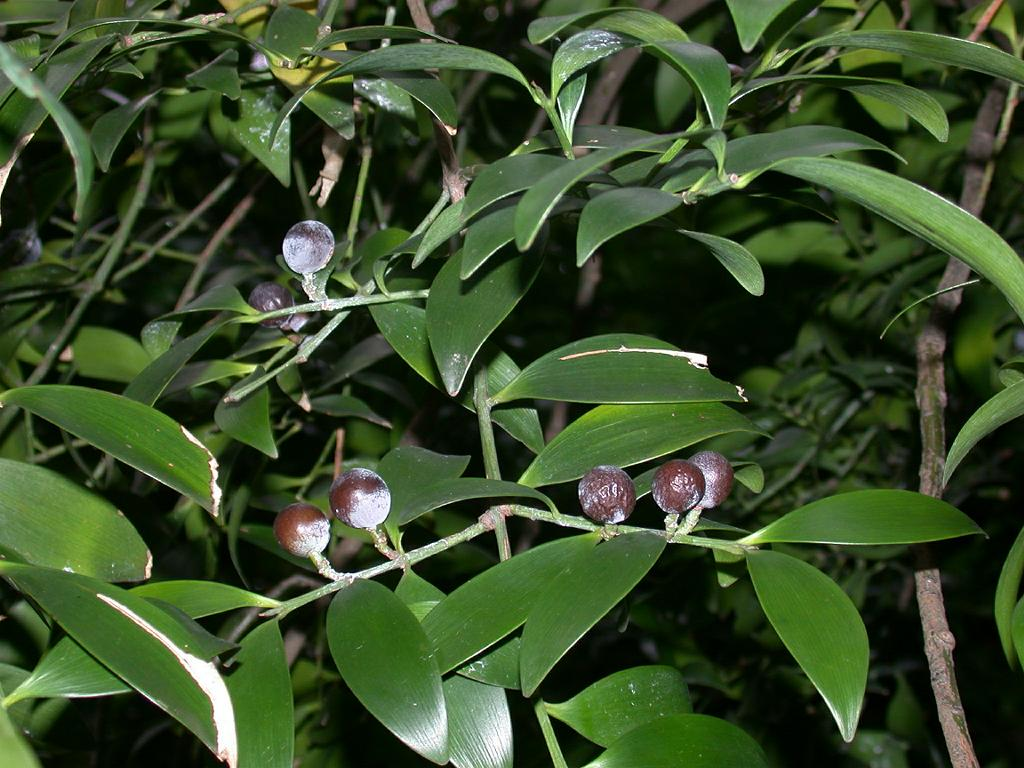
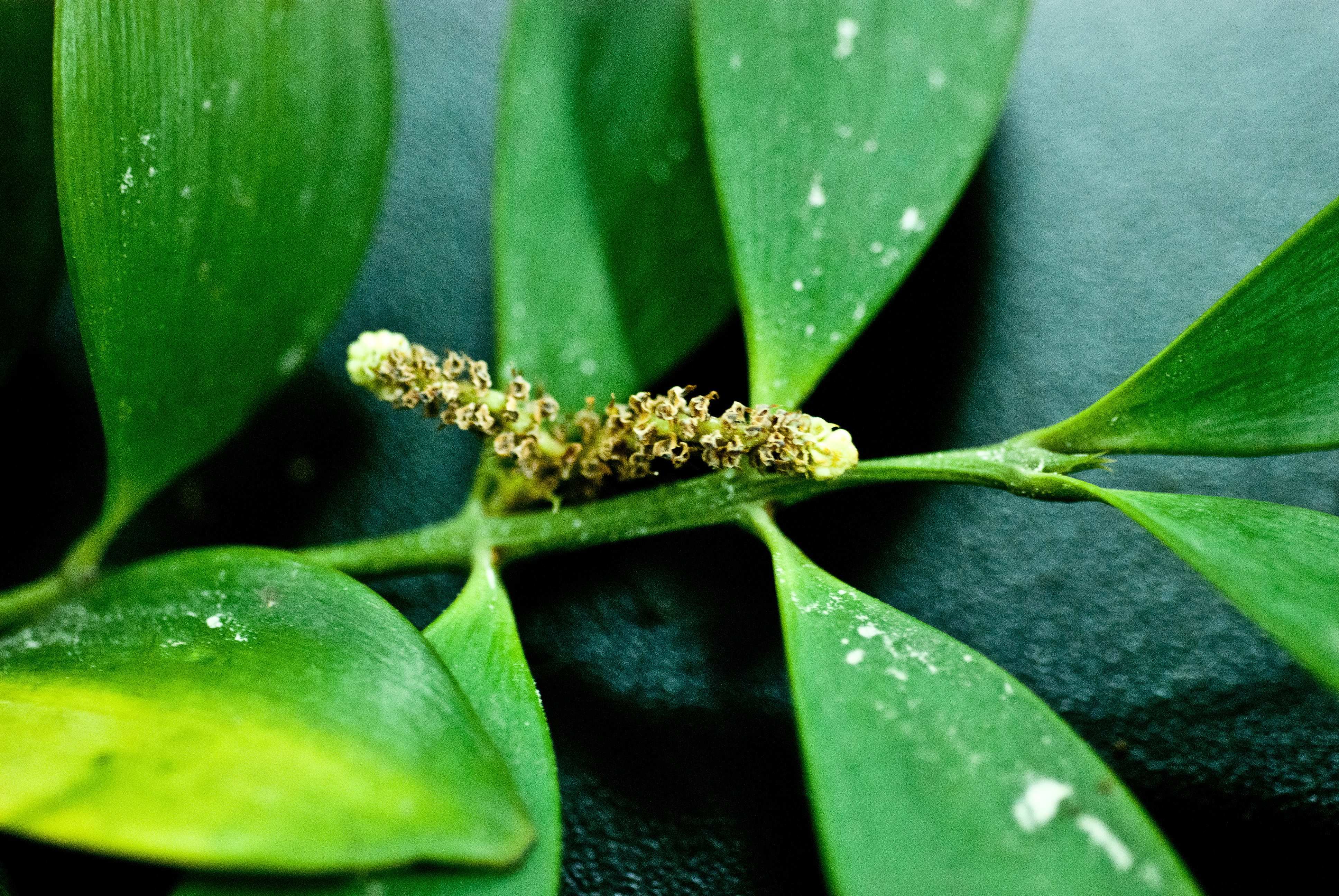
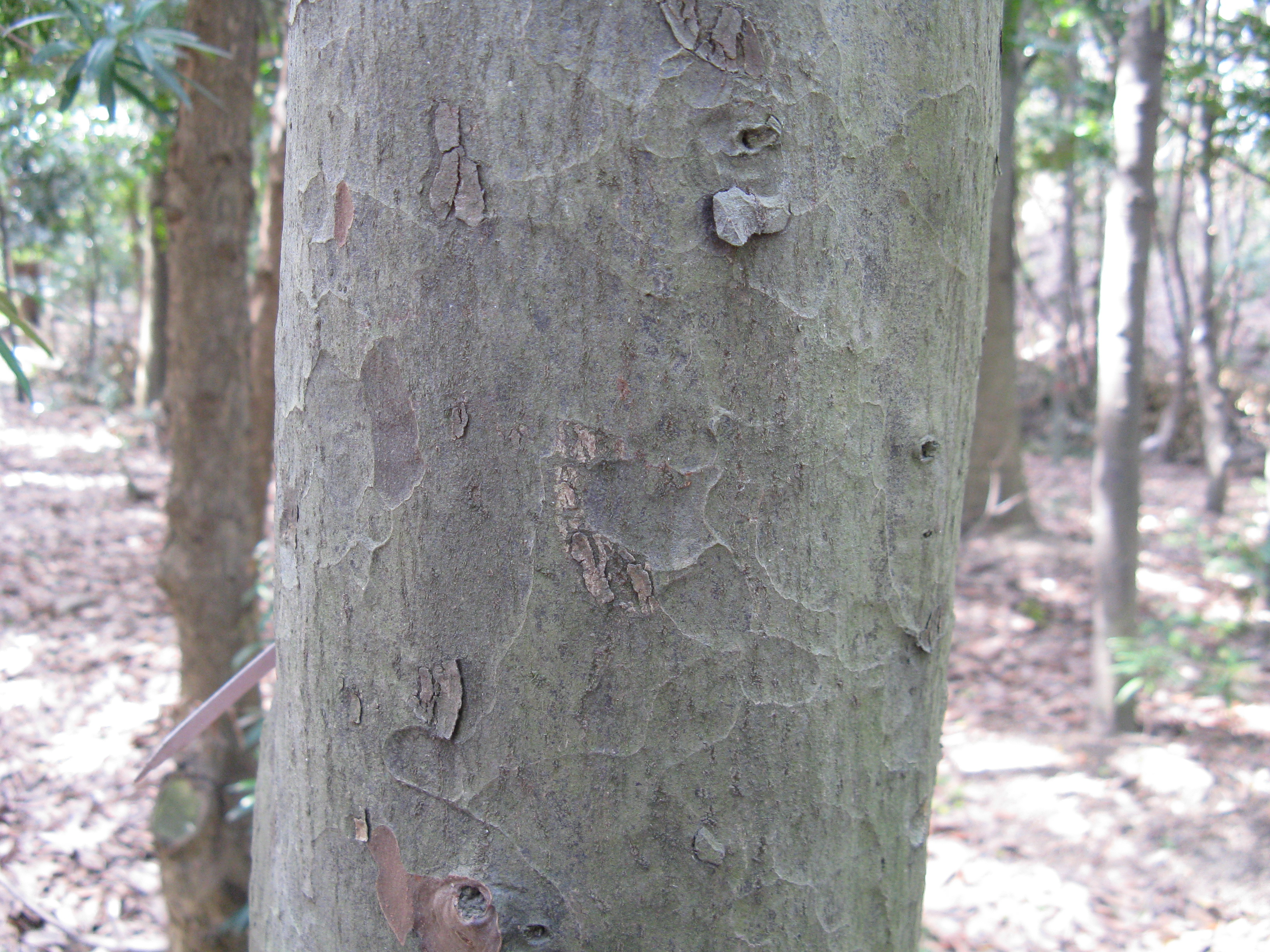
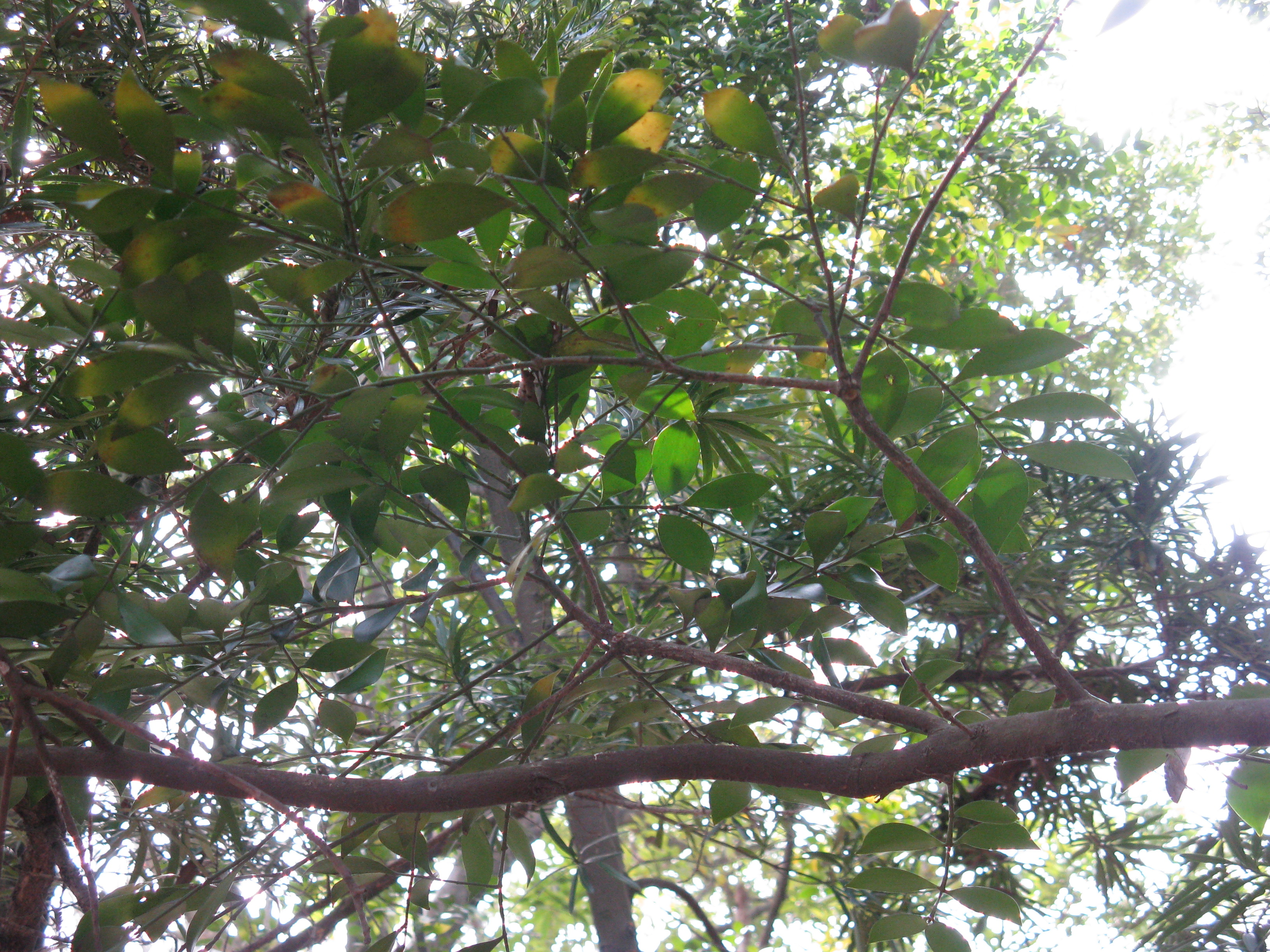